# King's Prize
De King's Prize is een golftoernooi voor topamateurs.
Het toernooi werd in 2009 opgericht, net als de AGF Grand Prix.

## Winnaars
| Jaar | Baan                     | Winnaar               | Score | Score | WAGR  | Winnares       | Score | Score | WAGR  |
| ---- | ------------------------ | --------------------- | ----- | ----- | ----- | -------------- | ----- | ----- | ----- |
| 2009 | ?                        | Xavier Feyaerts       | 212   | -4    | 22    | =              |       |       |       |
| 2010 | Golf de L'Empereur       | Thomas Pieters        | 213   | -3    | 22    | Fanny Cnops    | 220   | +4    | 27    |
| 2011 | Millennium Golf          | Thomas Detry          | 214   | -2    | 30    | =              |       |       |       |
| 2012 | Royal Waterloo Golf Club | Pierre-Alexis Rolland | 213   | -3    | 33,75 | Chloé Leurquin | 208   | -8    | 47,25 |
| 2013 | Royal Waterloo Golf Club | Kevin Hesbois         | 214   | -2    | 33    | Leslie Cloots  | 226   | +10   | 30,25 |
| 2014 | Golf de Rigenée          | Kevin Hesbois         | 213   | -3    | 39,5  | Fanny Cnops    | 216   | par   | 29,25 |